# Hl. Dreifaltigkeit (Hämelerwald)

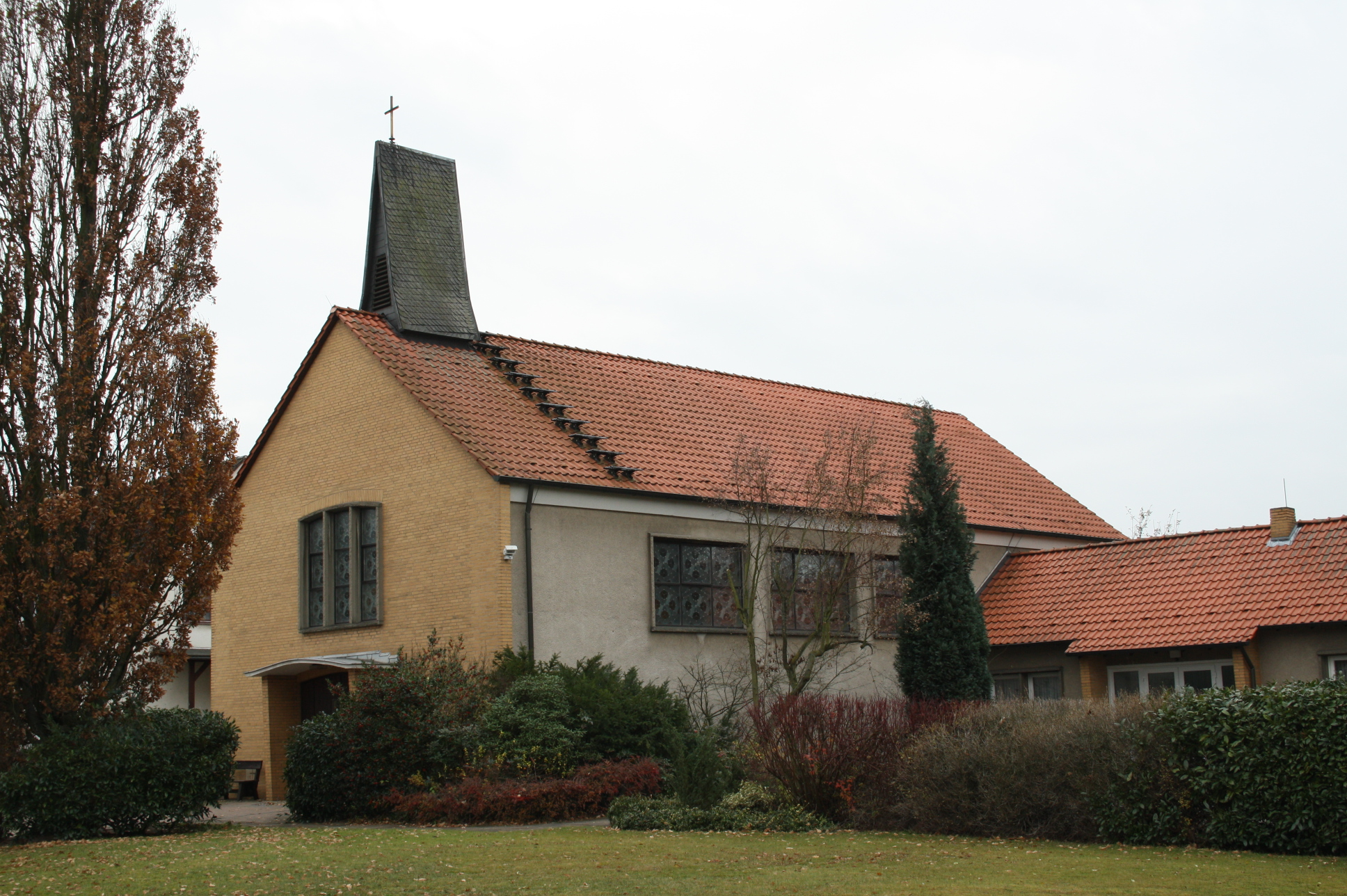
Außenansicht

Die Kirche Heilige Dreifaltigkeit ist die katholische Kirche in Hämelerwald, einem Ortsteil der Stadt Lehrte, in der Region Hannover in Niedersachsen. Sie gehört zur Pfarrgemeinde „Zu den Heiligen Engeln“ mit Sitz in Peine, im Dekanat Braunschweig des Bistums Hildesheim. Das nach der Dreifaltigkeit, einer Glaubenswahrheit der katholischen Kirche, benannte Gotteshaus befindet sich im Bussardweg 7 (Ecke Stieglitzweg).

## Geschichte
Im 16. Jahrhundert wurde die Bevölkerung in der Region um Lehrte durch die Einführung der Reformation evangelisch-lutherisch, in den Gebieten südlich des Hämeler Waldes, die zum Stift Hildesheim gehörten, im 17. Jahrhundert.
1843 wurde das zwischen Lehrte und Peine erbaute Teilstück der Bahnstrecke Hannover–Braunschweig eröffnet. Infolgedessen wurden nahe dem Hämeler Wald einige Wohnhäuser für Bahnbedienstete errichtet, woraus ab 1864 die heutige Ortschaft Hämelerwald entstand.
Infolge des Zweiten Weltkriegs vergrößerte sich die Zahl der Katholiken im Raum Hämelerwald durch den Zuzug von Flüchtlingen und Heimatvertriebenen aus den Ostgebieten des Deutschen Reiches. Zunächst war die 1948 eingeweihte Notkapelle im rund sieben Kilometer entfernten Vöhrum das nächstgelegene katholische Gotteshaus. Katholische Gottesdienste fanden in den 1950er Jahren auch in der alten Schule in Hämelerwald statt.
Im Jahre 1961 erfolgte die Grundsteinlegung für die Kirche, am 22. Dezember 1962 folgte durch Bischof Heinrich Maria Janssen ihre Benediktion. 1969 wurde der Altar gemäß der Liturgiereform des Zweiten Vatikanischen Konzils verändert, 1974 bekam die Kirche eine Glocke. Bei der Renovierung 1996 ist der Beichtstuhl einem Beichtraum gewichen.
Seit dem 1. November 2006 gehört die Kirche zur Pfarrgemeinde „Zu den heiligen Engeln“ in Peine. Die Pfarrgemeinde „St. Josef“ in Vöhrum, zu der Kirche in Hämelerwald zuvor gehört hatte, wurde zu diesem Zeitpunkt aufgehoben. Ebenfalls seit dem 1. November 2006 gehört die Kirche zum Dekanat Braunschweig. Zuvor gehörte sie zum Dekanat Peine, das ebenfalls zu diesem Zeitpunkt aufgelöst wurde.

## Architektur und Ausstattung

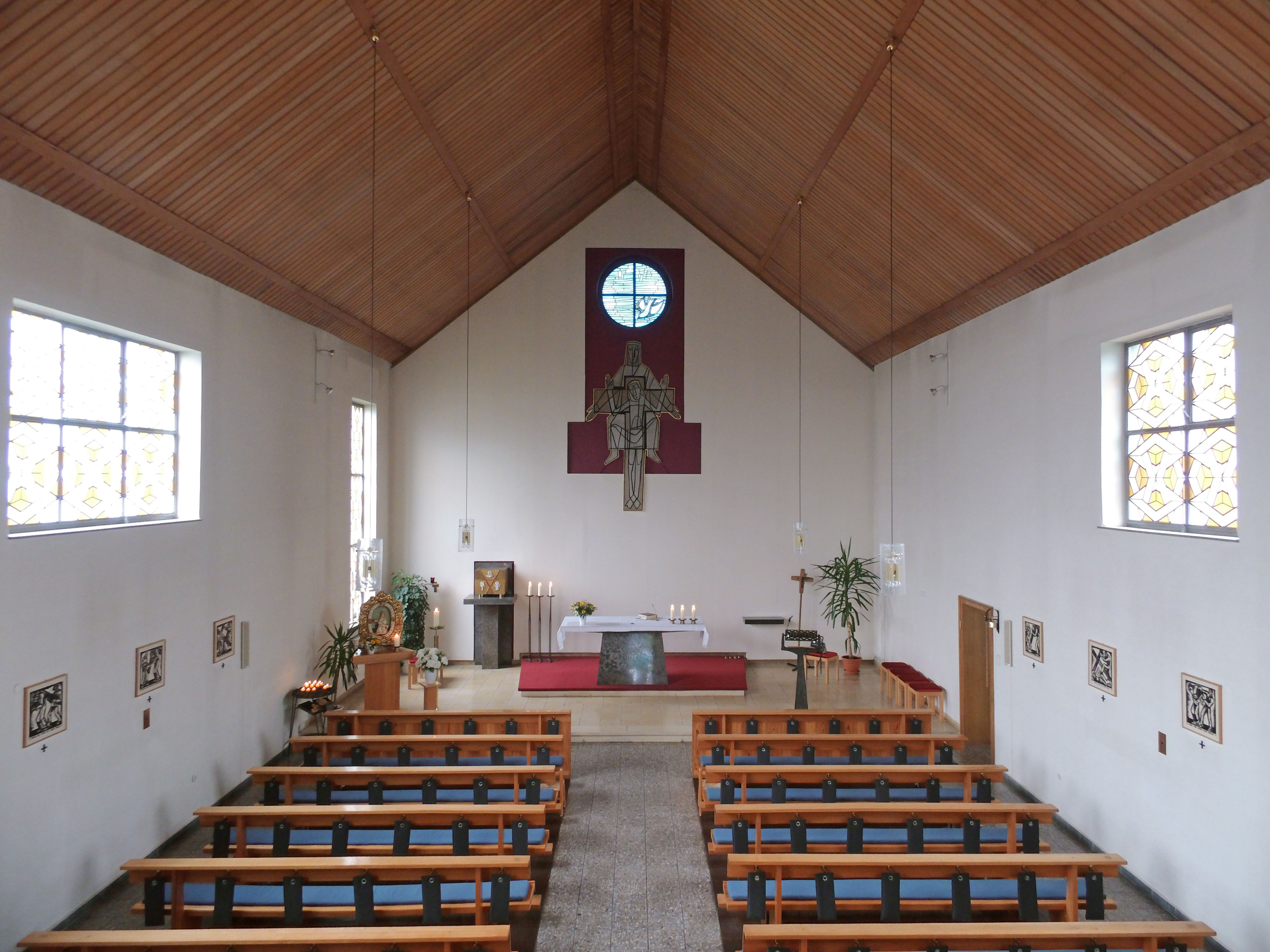
Innenansicht

Die in etwa 69 Meter Höhe über dem Meeresspiegel gelegene Kirche wurde nach Plänen des Architekten Simon erbaut, ausgeführt als Langhaus mit Dachreiter. Die schlichte Kirche verfügt über 120 Sitzplätze. Eine Darstellung an der Rückwand des Altarraumes zeigt seit 1965 die Dreifaltigkeit, wobei sich die den Heiligen Geist symbolisierende Taube in einem runden Fenster befindet. Zur Ausstattung gehören unter anderem ein kleiner Marienaltar sowie die vom Künstler W. Mellmann entworfenen 14 Kreuzwegstationen aus dem Jahr 1964, ferner Statuen des Heiligsten Herzens Jesu und Maria (Mutter Jesu). Unter der Empore, auf der sich eine elektronische Orgel befindet, zeigt ein Bild die Taufe Jesu.